# Diskografie The Script
Toto je seznam vydané diskografie irské pop rockové skupiny The Script.

## Alba

### Studiová alba
| Název                                                                                   | Detaily o albu                                                       | Umístění v hitparádách | Umístění v hitparádách | Umístění v hitparádách | Umístění v hitparádách | Umístění v hitparádách | Umístění v hitparádách | Umístění v hitparádách | Umístění v hitparádách | Umístění v hitparádách | Umístění v hitparádách | Certifikace                                                    |
| Název                                                                                   | Detaily o albu                                                       | IRE                    | AUS                    | DEN                    | GER                    | NLD                    | NZ                     | SWE                    | SWI                    | UK                     | US                     | Certifikace                                                    |
| --------------------------------------------------------------------------------------- | -------------------------------------------------------------------- | ---------------------- | ---------------------- | ---------------------- | ---------------------- | ---------------------- | ---------------------- | ---------------------- | ---------------------- | ---------------------- | ---------------------- | -------------------------------------------------------------- |
| The Script                                                                              | - Vydáno: 8. srpna 2008 - Vydavatelství: Phonogenic, RCA             | 1                      | 9                      | 15                     | 32                     | 25                     | 15                     | 6                      | 16                     | 1                      | 64                     | - IRMA: 5× Platinum - ARIA: Platinum - BPI: 4× Platinum        |
| Science & Faith                                                                         | - Vydáno: 10. září 2010 - Vydavatelství: Phonogenic, RCA, Sony Music | 1                      | 2                      | 23                     | 40                     | 14                     | 15                     | 52                     | 15                     | 1                      | 3                      | - IRMA: 5× Platinum - ARIA: Platinum - BPI: 2× Platinum        |
| #3                                                                                      | - Vydáno: 7. září 2012 - Vydavatelství: Phonogenic, Sony Music       | 1                      | 9                      | 32                     | 11                     | 8                      | 11                     | 59                     | 4                      | 2                      | 13                     | - IRMA: Platinum - ARIA: Gold - BPI: 2× Platinum               |
| No Sound Without Silence                                                                | - Vydáno: 12. září 2014 - Vydavatelství: Phonogenic, Sony Music      | 1                      | 5                      | 11                     | 12                     | 3                      | 1                      | 20                     | 2                      | 1                      | 10                     | - ARIA: Gold - BPI: Platinum - IFPI DEN: Gold - RMNZ: Platinum |
| Freedom Child                                                                           | - Vydáno: 1. září 2017 - Vydavatelství: Phonogenic, Sony Music       | 1                      | 5                      | 26                     | 43                     | 3                      | 17                     | 27                     | 10                     | 1                      | 58                     | - BPI: Gold                                                    |
| Sunsets & Full Moons                                                                    | - Vydáno: 8. listopadu 2019 - Vydavatelství: Phonogenic, Sony Music  | 1                      | 11                     | —                      | 92                     | 8                      | —                      | —                      | 28                     | 1                      | —                      | - BPI: Gold                                                    |
| Satellites                                                                              | - Vydáno: 16. srpna 2024 - Vydavatelství: BMG Rights Management      | 1                      | —                      | —                      | 91                     | 9                      | —                      | —                      | 67                     | 2                      | —                      |                                                                |
| "—" značí, že se nahrávka neumístila v hitparádách nebo v tomto území ani nebyla vydána |                                                                      |                        |                        |                        |                        |                        |                        |                        |                        |                        |                        |                                                                |

### Kompilační alba
| Název                                | Detaily o albu                                                  | Umístění v hitparádách | Umístění v hitparádách | Umístění v hitparádách | Umístění v hitparádách | Certifikace                  |
| Název                                | Detaily o albu                                                  | IRE                    | AUS                    | NLD                    | UK                     | Certifikace                  |
| ------------------------------------ | --------------------------------------------------------------- | ---------------------- | ---------------------- | ---------------------- | ---------------------- | ---------------------------- |
| Tales from the Script: Greatest Hits | - Vydáno: 1. října 2021 - Vydavatelství: Phonogenic, Sony Music | 1                      | 16                     | 83                     | 1                      | - ARIA: Platinum - BPI: Gold |

## Extended play
| Název                        | Detaily o EP                                                                 |
| ---------------------------- | ---------------------------------------------------------------------------- |
| iTunes Festival: London 2008 | - Vydáno: 25. července 2008 - Vydavatelství: Sony BMG Music Entertainment UK |
| iTunes Session               | - Vydáno: 11. května 2010 - Vydavatelství: Sony Music Entertainment UK       |
| iTunes Festival: London 2011 | - Vydáno: 11. července 2011 - Vydavatelství: Sony Music Entertainment UK     |
| Acoustic Sessions            | - Vydáno: 18. dubna 2018 - Vydavatelství: Sony Music Entertainment UK        |
| Acoustic Sessions 2          | - Vydáno: 17. března 2021 - Vydavatelství: Sony Music Entertainment UK       |
| Acoustic Sessions 3          | - Vydáno: 17. března 2022 - Vydavatelství: Sony Music Entertainment UK       |

## Singly
| Název                                                                                   | Rok  | Umístění v hitparádách | Umístění v hitparádách | Umístění v hitparádách | Umístění v hitparádách | Umístění v hitparádách | Umístění v hitparádách | Umístění v hitparádách | Umístění v hitparádách | Umístění v hitparádách | Umístění v hitparádách | Certifikace | Album                                |
| Název                                                                                   | Rok  | IRE                    | AUS                    | CAN                    | DEN                    | GER                    | NLD                    | NZ                     | SWI                    | UK                     | US                     | Certifikace | Album                                |
| --------------------------------------------------------------------------------------- | ---- | ---------------------- | ---------------------- | ---------------------- | ---------------------- | ---------------------- | ---------------------- | ---------------------- | ---------------------- | ---------------------- | ---------------------- | --- | ------------------------------------ |
| "We Cry"                                                                                | 2008 | 9                      | 82                     | —                      | 6                      | 61                     | —                      | —                      | 56                     | 15                     | —                      | - BPI: Silver | The Script                           |
| "The Man Who Can't Be Moved"                                                            | 2008 | 2                      | 44                     | —                      | 2                      | 28                     | 19                     | 19                     | 17                     | 2                      | 86                     | - ARIA: 2× Platinum - BPI: 4× Platinum - BVMI: Gold - IFPI DEN: Platinum - RIAA: Platinum                                                        | The Script                           |
| "Breakeven"                                                                             | 2008 | 10                     | 3                      | 20                     | —                      | 71                     | —                      | —                      | 66                     | 21                     | 12                     | - ARIA: 5× Platinum - BPI: 3× Platinum - RIAA: 2× Platinum                                                                                       | The Script                           |
| "Talk You Down"                                                                         | 2009 | 19                     | —                      | —                      | —                      | —                      | —                      | —                      | —                      | 47                     | —                      | | The Script                           |
| "Before the Worst"                                                                      | 2009 | 37                     | 10                     | —                      | —                      | —                      | —                      | 22                     | —                      | 96                     | —                      | - ARIA: Platinum | The Script                           |
| "For the First Time"                                                                    | 2010 | 1                      | 12                     | 30                     | 39                     | 83                     | 16                     | 20                     | 37                     | 4                      | 23                     | - ARIA: 2× Platinum - BPI: Platinum - RIAA: Platinum                                                                                             | Science & Faith                      |
| "Nothing"                                                                               | 2010 | 15                     | 50                     | 80                     | —                      | —                      | 12                     | 32                     | —                      | 42                     | 32                     | - ARIA: Platinum - RIAA: Gold - RMNZ: Gold | Science & Faith                      |
| "If You Ever Come Back"                                                                 | 2011 | —                      | 47                     | —                      | —                      | —                      | 29                     | 29                     | —                      | 115                    | —                      | - ARIA: Gold | Science & Faith                      |
| "Science & Faith"                                                                       | 2011 | —                      | —                      | —                      | —                      | —                      | —                      | —                      | —                      | —                      | —                      | | Science & Faith                      |
| "Hall of Fame" (feat. will.i.am)                                                        | 2012 | 1                      | 4                      | 25                     | 11                     | 2                      | 17                     | 3                      | 3                      | 1                      | 25                     | - ARIA: 10× Platinum - BPI: 4× Platinum - BVMI: 2× Platinum - IFPI DEN: 4× Platinum - IFPI SWI: Platinum - RIAA: 2× Platinum - RMNZ: 2× Platinum | #3                                   |
| "Six Degrees of Separation"                                                             | 2012 | 25                     | 31                     | —                      | —                      | —                      | 32                     | 26                     | —                      | 32                     | —                      | - ARIA: Platinum | #3                                   |
| "If You Could See Me Now"                                                               | 2013 | 13                     | 34                     | —                      | —                      | 45                     | 21                     | 11                     | —                      | 20                     | —                      | - ARIA: Platinum - BPI: Gold - IFPI DEN: Platinum - RMNZ: Gold                                                                                   | #3                                   |
| "Millionaires"                                                                          | 2013 | 74                     | —                      | —                      | —                      | —                      | —                      | —                      | —                      | 91                     | —                      | | #3                                   |
| "Superheroes"                                                                           | 2014 | 1                      | 7                      | —                      | 31                     | 8                      | 4                      | 14                     | 8                      | 3                      | 73                     | - ARIA: 3× Platinum - BPI: 2× Platinum - BVMI: Platinum - IFPI DEN: Gold - RMNZ: Gold - RIAA: Gold                                               | No Sound Without Silence             |
| "No Good in Goodbye"                                                                    | 2014 | 62                     | 93                     | —                      | —                      | —                      | 35                     | —                      | 69                     | 26                     | —                      | | No Sound Without Silence             |
| "Man on a Wire"                                                                         | 2015 | —                      | —                      | —                      | —                      | —                      | —                      | —                      | —                      | 150                    | —                      | | No Sound Without Silence             |
| "Rain"                                                                                  | 2017 | 13                     | —                      | —                      | —                      | —                      | 3                      | —                      | 87                     | 15                     | —                      | - BPI: Platinum | Freedom Child                        |
| "Arms Open"                                                                             | 2017 | —                      | —                      | —                      | —                      | —                      | 30                     | —                      | —                      | —                      | —                      | | Freedom Child                        |
| "Freedom Child"                                                                         | 2018 | —                      | —                      | —                      | —                      | —                      | —                      | —                      | —                      | —                      | —                      | | Freedom Child                        |
| "The Last Time"                                                                         | 2019 | 29                     | —                      | —                      | —                      | —                      | 13                     | —                      | 95                     | 32                     | —                      | - BPI: Gold | Sunsets & Full Moons                 |
| "Something Unreal"                                                                      | 2019 | —                      | —                      | —                      | —                      | —                      | 37                     | —                      | —                      | —                      | —                      | | Sunsets & Full Moons                 |
| "Run Through Walls"                                                                     | 2020 | —                      | —                      | —                      | —                      | —                      | —                      | —                      | —                      | —                      | —                      | | Sunsets & Full Moons                 |
| "I Want It All"                                                                         | 2021 | —                      | —                      | —                      | —                      | —                      | 32                     | —                      | —                      | —                      | —                      | | Tales from the Script: Greatest Hits |
| "Dare You to Doubt Me"                                                                  | 2022 | —                      | —                      | —                      | —                      | —                      | —                      | —                      | —                      | —                      | —                      | | Singl bez alb                        |
| "Both Ways"                                                                             | 2024 | —                      | —                      | —                      | —                      | —                      | —                      | —                      | —                      | —                      | —                      | | Satellites                           |
| "At Your Feet"                                                                          | 2024 | —                      | —                      | —                      | —                      | —                      | —                      | —                      | —                      | —                      | —                      | | Satellites                           |
| "Inside Out"                                                                            | 2025 | —                      | —                      | —                      | —                      | —                      | —                      | —                      | —                      | —                      | —                      | | Satellites                           |
| "—" značí, že se nahrávka neumístila v hitparádách nebo v tomto území ani nebyla vydána |      |                        |                        |                        |                        |                        |                        |                        |                        |                        |                        | |                                      |

## Další umístěné písně
| Název                                            | Rok  | Umístění v hitparádách | Umístění v hitparádách | Umístění v hitparádách | Umístění v hitparádách | Umístění v hitparádách | Umístění v hitparádách | Certifikace  | Album                    |
| Název                                            | Rok  | IRE                    | FRA                    | GER                    | NL                     | NZ                     | UK                     | Certifikace  | Album                    |
| ------------------------------------------------ | ---- | ---------------------- | ---------------------- | ---------------------- | ---------------------- | ---------------------- | ---------------------- | ------------ | ------------------------ |
| "You Won't Feel a Thing"                         | 2010 | 48                     | —                      | —                      | —                      | —                      | 113                    |              | Science & Faith          |
| "It's Not Right for You"                         | 2014 | 40                     | —                      | —                      | —                      | —                      | 49                     |              | No Sound Without Silence |
| "Hail Rain or Sunshine"                          | 2014 | —                      | —                      | —                      | —                      | 34                     | —                      |              | No Sound Without Silence |
| "Paint the Town Green"                           | 2014 | —                      | —                      | —                      | —                      | 8                      | —                      | - RMNZ: Gold | No Sound Without Silence |
| "Goodbye Friend" (David Guetta feat. The Script) | 2014 | —                      | 142                    | 93                     | —                      | —                      | —                      |              | Listen                   |

## Videoklipy
| Název                            | Rok  | Režisér           |
| -------------------------------- | ---- | ----------------- |
| "We Cry"                         | 2008 | Charles Mehling   |
| "The Man Who Can't Be Moved"     | 2008 | Marc Klasfeld     |
| "Breakeven"                      | 2008 | Charles Mehling   |
| "Talk You Down"                  | 2009 | Charles Mehling   |
| "Before the Worst"               | 2009 | Paul Minor        |
| "For the First Time"             | 2010 | Charles Mehling   |
| "Nothing"                        | 2010 | Charles Mehling   |
| "If You Ever Come Back"          | 2011 | Charles Mehling   |
| "Science & Faith"                | 2011 | Ethan Lader       |
| "Hall of Fame" (feat. will.i.am) | 2012 | Ethan Lader       |
| "Six Degrees of Separation"      | 2012 | Phil Harder       |
| "If You Could See Me Now"        | 2013 | Paul Banks        |
| "Millionaires"                   | 2013 | Paul Banks        |
| "Superheroes"                    | 2014 | Vaughan Arnell    |
| "No Good in Goodbye"             | 2014 | Charlie Lightning |
| "Man on a Wire"                  | 2015 | Frank Borin       |
| "Rain"                           | 2017 | Calmatic          |
| "Arms Open"                      | 2017 | Frank Borin       |
| "The Last Time"                  | 2019 | Charles Mehling   |
| "Run Through Walls"              | 2020 | neznámé           |
| "I Want It All"                  | 2021 | neznámé           |
| "Dare You To Doubt Me"           | 2022 | neznámé           |
| "Both Ways"                      | 2024 | Jordan Rossi      |